# Roca Tallada (Bagà)
La Roca Tallada és una muntanya de 1.667 metres, màxima elevació del serrat dels Trulls.
Es troba entre els municipis de Bagà i de Gisclareny, a la comarca del Berguedà, i en parc natural Cadí-Moixeró.